# Nikolskoje (rejon biełgorodzki)
Nikolskoje (ros. Никольское) – wieś w Rosji, w obwodzie biełgorodzkim, w rejonie biełgorodzkim. W 2010 liczyła 2778 mieszkańców.